# Ferencvárosi TC (fotbal)
Ferencvárosi Torna Club (Ferencvárosský sportovní klub) je maďarský fotbalový klub ze čtvrti Ferencváros (čti ferencvároš) v Budapešti. Byl založen 3. května 1899. Je to nejúspěšnější maďarský tým. Klubové barvy Ferencvárose jsou zelená a bílá a jejich domácí dresy jsou zeleno-bílé.
Ferencváros je nejúspěšnější tým meziválečného Středoevropského poháru. V roce 1965 vyhrál Veletržní pohár.

## Historie
Založen byl roku 1899 ve čtvrti Ferencváros v 9. městském obvodu v Budapešti.
V roce 1909 vyhrál Challenge Cup (pohár Rakousko-Uherska), v roce 1911 se ještě v této soutěži dostal do finále.
Ferencváros je nejúspěšnější tým meziválečného Středoevropského poháru. Vyhrál jej v letech 1928 a 1937. Ve finále byl též v letech 1935, 1938 a 1939. V roce 1940 také postoupil do finále, to se však kvůli válce už nehrálo. V tomto posledním ročníku už ale nebyl pohár tak kvalitní, protože ho hrály jen týmy z Maďarska, Jugoslávie a Rumunska.
Jeho největší úspěch na evropské scéně je vítězství ve Veletržním poháru 1964/65, když porazil ve finále italský Juventus FC 1:0.
Útočník Flórián Albert získal Zlatý míč za rok 1967.
V roce 1968 hrál Ferencváros znovu finále Veletržního poháru a v roce 1975 finále Poháru vítězů pohárů.
Kvůli dluhům byl klub v roce 2006 přeřazen do 2. maďarské ligy. Od sezóny 2008/09 je zpět v nejvyšší maďarské soutěži. V sezóně 2015/16 vyhrál po dvanácti letech s velkým předstihem domácí soutěž.
V sezonách 1995/96 a 2020/21 se Ferencváros dostal do skupinové fáze Ligy mistrů.

## Úspěchy

### Domácí
- Nemzeti bajnokság I
  - Vítěz (35): 1903, 1905, 1906–07, 1908–09, 1909–10, 1910–11, 1911–12, 1912–13, 1925–26, 1926–27, 1927–28, 1931–32, 1933–34, 1937–38, 1939–40, 1940–41, 1948–49, 1962–63, 1964, 1967, 1968, 1975–76, 1980–81, 1991–92, 1994–95, 1995–96, 2000–01, 2003–04, 2015–16, 2018–19, 2019/20, 2020/21, 2021/22, 2022/23, 2023/24

- Magyar Kupa
  - Vítěz (24): 1912–13, 1921–22, 1926–27, 1927–28, 1932–33, 1934–35, 1941–42, 1942–43, 1943–44, 1955–58, 1971–72, 1973–74, 1975–76, 1977–78, 1990–91, 1992–93, 1993–94, 1994–95, 2002–03, 2003–04, 2014–15, 2015–16, 2016–17, 2021–22,
- Szuperkupa
  - Vítěz (6): 1993, 1994, 1995, 2004, 2015, 2016
- Ligakupa
  - Vítěz (2): 2012–13, 2014–15

### Evropské
- Veletržní pohár
  - Vítěz (1): 1964/1965
  - Finalista (1): 1967/1968
- Pohár vítězů pohárů
  - Finalista (1): 1974/1975
- Středoevropský pohár
  - Vítěz (2): 1928, 1937
  - Finalista (4): 1935, 1938, 1939, 1940
- Challenge Cup
  - Vítěz (1): 1909
  - Finalista (1): 1911
- Tournoi de Nöel de Paris
  - Vítěz (1): 1935[3]

## Významní hráči
- Imre Schlosser (1905-1916, 1926-1927)
- József Takács (1927-1934)
- György Sárosi (1930-1948)
- Sándor Kocsis (1946-1950)
- Flórián Albert (1958-1974)
- Tibor Nyilasi (1972-1983)
- David Csörgei (2006-současnost)

## Čeští hráči v klubu
Seznam českých hráčů, kteří působili ve Ferencvárosi:
- Marek Heinz [4]
- Martin Klein [5]
- David Csörgei [6]